# Henrik Johan Sundström
Henrik Johan Sundström (i riksdagen kallad Sundström i Luleå), född 2 oktober 1838 i Nederluleå socken, Norrbottens län, död 21 december 1901 i Piteå, var en svensk vicekonsul och riksdagsman.
Sundström var vicekonsul för Danmark i Luleå. Som riksdagsman var han ledamot av andra kammaren 1882–1884 för Luleå, Umeå, Piteå, Haparanda och Skellefteå valkrets.